# Philippe Streiff
Philippe Streiff (Grenoble, 1955. június 26. – 2022. december 23.) francia autóversenyző, volt Formula–1-es pilóta. 54 vb-futamon vett részt a Renault, Ligier, Tyrrell és az AGS színeiben.

## Pályafutása

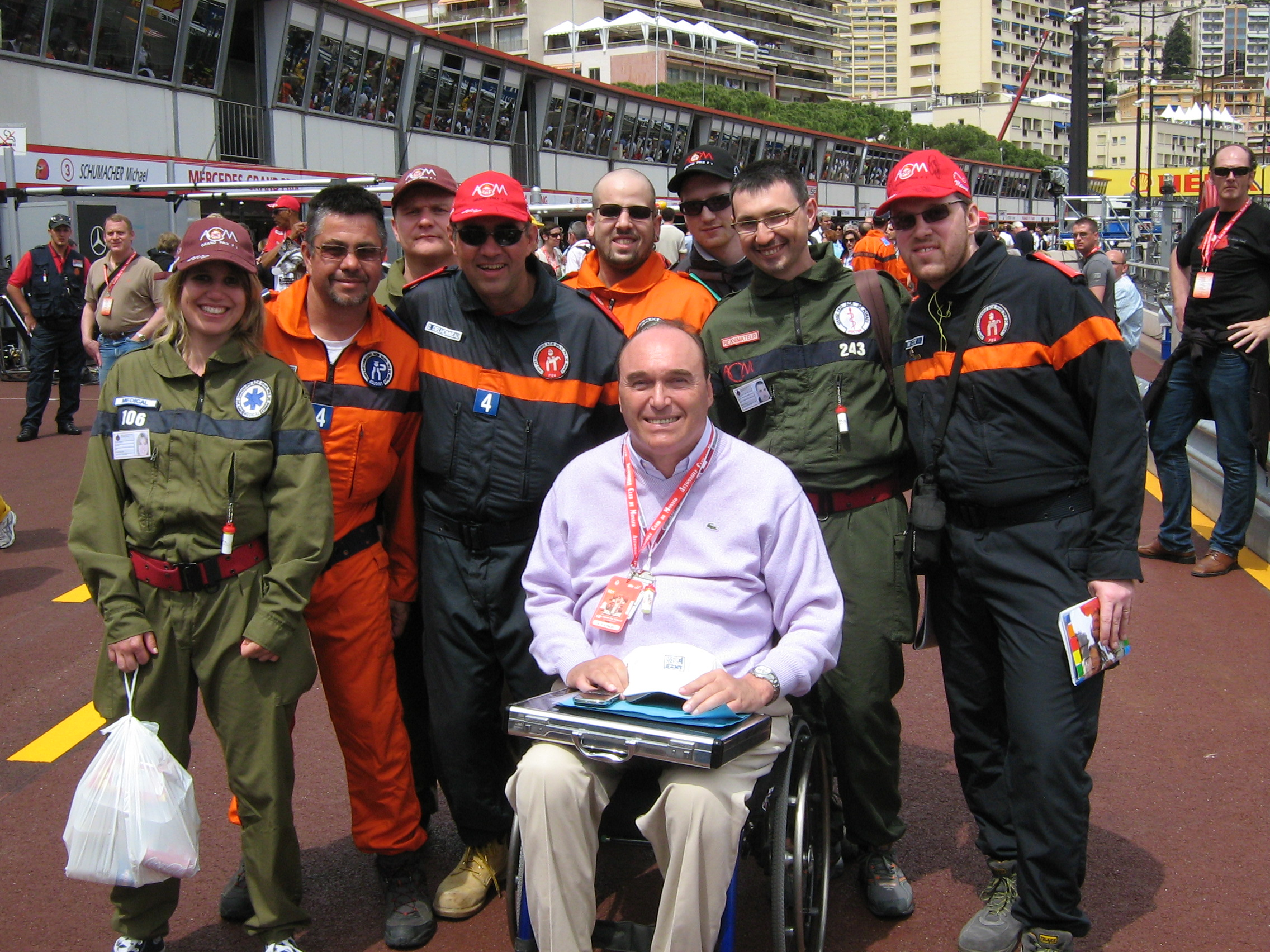
Philippe Streiff (középen) 2010-ben

Streiff az 1984-es portugál nagydíjon debütált a Renault színeiben. A 13. helyről indult, de a 49. körben átviteli problémák miatt feladta a versenyt. A következő, 1985-ös szezon első felét kihagyta, majd az olasz nagydíjon a Ligier-ben tért vissza, és teljesítette az utolsó öt versenyt. A szezonzáró ausztrál nagydíjon megszerezte pályafutása legjobb eredményét, a 3. helyet. (Az utolsó előtti, dél-afrikai nagydíjon a Tyrrell színeiben ment, ahol 1986-ban és 1987-ben versenyzett). 
1986-ban a brit Martin Brundle volt a csapattársa, akit az időmérőkön rendszeresen megvert, a versenyeken azonban műszaki problémák miatt hét alkalommal kiesett. Két alkalommal végzett pontszerző helyen: a brit nagydíjon 5., a szezonzáró ausztrál nagydíjon pedig 6. lett. A vb-n a 14. helyen végzett 3 ponttal (Brundle 11. lett 8 ponttal). 1987 már egy kicsit jobban alakult, több versenyt fejezett be. Új csapattársa Jonathan Palmer lett. Ismét két alkalommal szerzett pontot: a francia nagydíjon (4. hely) és a német nagydíj (6. hely). A vb-n 14. lett 3 ponttal, míg Palmer 11. 7 ponttal. 1988-ban elhagyta a Tyrrellt és a gyenge támogatottságú AGS csapathoz szerződött, ami teljesen felvillanyozta. Bár az autó nagyon megbízhatatlan volt és gyakran elromlott, amikor Streiff befejezett egy versenyt, akkor rendre ott volt a pontszerző helyek környékén. Pontot nem szerzett, legjobb eredménye a japán nagydíjon egy 8. hely volt. 
1989-ben úgy tűnt, hogy Streiff és az AGS bekerülhet a középmezőnybe. Azonban ezeket az álmokat szétrombolta a Jacarepaguá-i téli teszt, ahol Streiff hatalmasat bukott. Az autó a felismerhetetlenségig összetört, Streiff pedig elvesztette az eszméletét. Az orvosi vizsgálatokon kiderült, hogy lebénult. Ez derékba törte felfelé ívelő pályafutását. A csapatok és a pilóták a szezon végén százezer dollárt ajánlottak fel a gyógykezelésére, de állapotában később sem állt be változás. Streiff azóta nem ült semmilyen versenyautóba.

## Teljes Formula–1-es eredménysorozata
(Táblázat értelmezése)

(Félkövér: pole-pozícióból indult; dőlt: leggyorsabb kört futott) 

| Év   | Csapat  | 1      | 2      | 3      | 4      | 5      | 6      | 7      | 8      | 9      | 10     | 11     | 12     | 13    | 14     | 15     | 16     | Helyezés | Pont |
| ---- | ------- | ------ | ------ | ------ | ------ | ------ | ------ | ------ | ------ | ------ | ------ | ------ | ------ | ----- | ------ | ------ | ------ | -------- | ---- |
| 1984 | Renault | BRA    | RSA    | BEL    | SMR    | FRA    | MON    | CAN    | DET    | DAL    | GBR    | GER    | AUT    | NED   | ITA    | EUR    | POR Ki | HN       | 0    |
| 1985 | Ligier  | BRA    | POR    | SMR    | MON    | CAN    | DET    | FRA    | GBR    | GER    | AUT    | NED    | ITA 10 | BEL 9 | EUR 8  |        | AUS 3  | 15.      | 4    |
| 1985 | Tyrrell |        |        |        |        |        |        |        |        |        |        |        |        |       |        | RSA Ki |        | 15.      | 4    |
| 1986 | Tyrrell | BRA 7  | ESP Ki | SMR Ki | MON 11 | BEL 12 | CAN 11 | DET 9  | FRA Ki | GBR 6  | GER Ki | HUN 8  | AUT Ki | ITA 9 | POR Ki | MEX Ki | AUS 5  | 14.      | 3    |
| 1987 | Tyrrell | BRA 11 | SMR 8  | BEL 9  | MON Ki | DET 14 | FRA 6  | GBR Ki | GER 4  | HUN 9  | AUT Ki | ITA 12 | POR 12 | ESP 7 | MEX 8  | JPN 12 | AUS Ki | 15.      | 4    |
| 1988 | AGS     | BRA Ki | SMR 10 | MON Ni | MEX 12 | CAN Ki | DET Ki | FRA Ki | GBR Ki | GER Ki | HUN Ki | BEL 10 | ITA Ki | POR 9 | ESP Ki | JPN 8  | AUS 11 | 21.      | 0    |
| 1989 | AGS     | BRA Vi | SMR    | MON    | MEX    | USA    | CAN    | FRA    | GBR    | GER    | HUN    | BEL    | ITA    | POR   | ESP    | JPN    | AUS    | —        | 0    |